# 黄梅东站
黄梅东站位于中华人民共和国湖北省黄冈市黄梅县黄梅镇，是合安九客运专线和黄黄高速铁路上的火车站。

## 概况
黄梅东站为两台六线，站房原设计规模为3500平米，后更改设计，站房面积扩大到10000平米。车站于2017年动工建设，2021年12月30日正式投入使用。黄梅东站是黄梅城东高铁新区标志性建筑之一，随着其不断的建设，将会加快黄梅城区东扩，加快城东高铁经济区的发展。